# Veltrubská lípa
Veltrubská lípa byl památný strom ve Veltrubech v okrese Kolín. Chráněná lípa malolistá (Tilia cordata Mill.) rostla v centru obce u božích muk. Obvod kmene stromu byl asi 320 cm a výška stromu dosahovala do přibližně 21 m. Právní ochrana byla vyhlášena pro jeho vzrůst a pro jeho historický význam spojený s božími muky, u nichž rostla.
Dne 24. června 2021 se lípa rozlomila. Ochrana byla zrušena 14. září 2021.